# Вилхелм фон Бисмарк-Бризт
Вилхелм фон Бисмарк-Бризт/Вилхелм Лудвиг Алберт фон Бисмарк-Бризт (на немски: Wilhelm August Albert Ludwig von Bismarck/Wilhelm von Bismarck-Briest; * 20 декември 1803 в Потсдам; † 14 март 1877 в Карлсбад/Карлови Вари) е благородник от линията „Бризт“ на род фон Бисмарк, немски политик, член на Райхстага. Той е господар в Бризт (в Тангерхюте) и Веле (в Щендал) и Грефениц в Алтмарк, кралски пруски дайх-хауптман, правен-рицар на „Йоанитския орден“.
Той е единственият син на Левин Фридрих фон Бисмарк (1771 – 1847), пруски президент на Магдебург, и първата му съпруга Шарлота фон Раух (1780 – 1807), дъщеря на пруския генерал-майор Бонавентура фон Раух (1740 – 1814), директор на инженерната академия в Потсдам, и първата му съпруга Йохана Бандел (1752 – 1828). Баща му се жени втори път на 2 юни 1809 г. в Айхщет при Стендал/Щендал за Вилхелмина фон Бисмарк (1776 – 1830).
Вилхелм фон Бисмарк-Бризт посещава рицарската академия в Бранденбург и следва право в Хумболтовия университет на Берлин и Рейнския Фридрих-Вилхелмов университет Бон. През това време той пътува през 1825 г. в Харц, неговият дневник е запазен.
Вилхелм фон Бисмарк-Бризт е член на обединения ландтаг през 1850 г., депутар в Немския парламент в Ерфурт, член на Райхстага на Северния немски съюз (1867 – 1870), член на Райхстага на Немския Райх (1871 – 1873), правен рицар на Йоанитския орден и съосновател на Йоанитската болница в Стендал/Щендал.
Вилхелм фон Бисмарк-Бризт е далечен роднина с канцлер Ото фон Бисмарк (1871 – 1890), който е от друга линия на рода Бисмарк.
Вилхелм фон Бисмарк-Бризт е погребан в капелата на имението Бризт в Тангерхюте в Саксония-Анхалт. Бисмарк има от два брака общо девет сина и четири дъщери.

## Фамилия
Вилхелм фон Бисмарк-Бризт се жени на 24 септември 1829 г. в Ангерн за графиня Вилхелмина Албертина Паулина Елеонора Йохана Кора (* 17 януари 1804, Ангерн; † 3 октомври 1844, Бризт), вдовица на Карл Юлиус Хайнрих Богислаус фон Хойм († 23 април 1825), дъщеря на граф Фридрих фон дер Шуленбург (1769 – 1821) и Хенриета Кристиана Шарлота фон Рот (1778 – 1811). Те имат девет деца, между тях петте сина:
- Фридрих Ахац фон Бисмарк (* 14 януари 1833; † 29 май 1874), съветник в Остпригниц
- Лудолф Аугуст фон Бисмарк (* 2 октомври 1834, Магдебург; † 17 декември 1924, Бризт), фидейкомис-хер в Бризт и Веле, женен на 5 август 1864 г. в Бризт за Елизабет Волдек фон Арнебург (* 25 април 1842; † 16 март 1882); имат 10 деца
- Александер Хереборд фон Бисмарк (* 16 август 1836, Ангерн; † 7 ноември 1870, Аахен от рани в битка), женен на 18 юни 1869 г. в Магдебург за Аделхайд Боем (* 25 август 1842, Кьонигсберг, Прусия; † 29 януари 1920, Десау); имат 1 син
- Клаус Вилхелм фон Бисмарк (* 22 септември 1839, Ангерн; † 27 ноември 1915, Еберсвалде), женен на 6 ноември 1869 г. в 	Мерзебург за Хедвиг фон Бранденщайн (* 16 декември 1845, Мюнстер, Вестфалия; † 20 декември 1906, Берлин); имат 5 деца
- Левин Улрих фон Бисмарк (* 11 март 1844, Бризт; † 26 октомври 1897, Дармщат), пруски генерал-майор, женен на 17 октомври 1876 г. в Гьорлиц за Ердмута Луитгарда Луиза Олга фон Герсдорф (* 3 декември 1855, Петерсхайн, О.Лаустиц – 14 септември 1936, Берлин-Шарлотенбург); имат 5 деца

Вилхелм Лудвиг Алберт фон Бисмарк се жени втори път на 23 април 1846 г. в Щетин за Августа Албертина Мария Амалия фон Флотов (Мари фон Флотов) (* 23 април 1823, Ерфурт; † 2 май 1889, Бад Оейнхаузен), дъщеря на пруския генерал-майор Карл Фридрих фон Флотов (1791 – 1871) и Августа фон Крам (1793 – 1854), вдовица на Фридрих фон дер Шуленбург. Те имат три деца:
- Карл Вилико фон Бисмарк (* 11 февруари 1847, Бризт; † 21 февруари 1890, Магдебург), женен на 16 юли 1879 г. в Бранденбург за Елизабет фон Фьорстер (* 2 септември 1852, Бреслау; † 20 януари 1930, Потсдам); имат 2 деца
- Фанни Августа фон Бисмарк (* 12 февруари 1848; † 5 май 1883)
- Агнес Матилда фон Бисмарк (* 30 декември 1849)